# Konzil von Arles (314)
Das Konzil von Arles war eine Synode im Jahr 314, deren Entscheidungen bedeutsam für die weitere Entwicklung der christlichen Kirche wurden.
Anlass der Synode war die Auseinandersetzung mit den Donatisten in Nordafrika. Eine Synode in Rom unter Vorsitz des Bischofs Miltiades hatte keine Lösung des Streits gebracht. 
Kaiser Konstantin I. berief daher, um die Einheit der christlichen Kirche sicherzustellen, eine weitere Bischofssynode ein. Sie trat am 1. August 314 in Arelate (heute Arles) in der römischen Provinz Gallien zusammen. Die Synode verurteilte den Donatismus und erkannte die von den Donatisten bestrittene Bischofswahl des Bischofs von Karthago, Caecilian, an. 
Theologisch bedeutsam ist vor allem die Zurückweisung des donatistischen Sakramentensubjektivismus: Die Gültigkeit der Sakramente, vor allem der Taufe und der Priesterweihe, wurde unabhängig von der Rechtgläubigkeit oder persönlichen Würdigkeit des Sakramentenspenders anerkannt. Damit widersprach die Synode von Arles nicht nur den Donatisten, sondern der ganzen nordafrikanischen Tradition, für die Tertullian und Cyprian von Karthago stehen. 
Darüber hinaus beschäftigte sich die Synode von Arles mit disziplinären Fragen und griff mit der Frage des Osterfesttermins in den Osterfeststreit ein.
Der römische Bischof Silvester nahm nicht persönlich an der Synode teil, entsandte aber zwei Diakone und zwei Priester als Vertreter.